# Pull Up Late
Pull Up Late è un singolo della rapper statunitense Megan Thee Stallion pubblicato il 13 luglio 2017.

## Tracce
1. Pull Up Late – 3:57